# ハウス (音楽)
ハウス・ミュージック (英名：house music) は、1977年にアメリカ合衆国シカゴで誕生した音楽ジャンルの一つ。単にハウスと呼ばれることも多い。1970年代のディスコやフィリー・ソウル、サルソウル・サウンドなどを起源としている。

## 概要
「ハウスミュージック」は、ディスコや、フィラデルフィア・インターナショナル・レーベルやサルソウル・レコードなどの、いわゆるフィラデルフィア・ソウル（フィリーソウル）などの楽曲を音源とするものも多かった。また、先駆者であるラリー・レヴァンや彼の「パラダイス・ガレージ」の客層と同様に、初期のハウスシーンは、ディスコと同様、DJ、客層ともに黒人やゲイが多かった。ディスコは音楽的な評価は低かったが、社会的にはゲイ、もしくはLGBTに対する性差別解消をテーマにする音楽であるとして、ある程度評価された。
ハウスの語源は、シカゴのゲイ・ディスコ「ウェアハウス」が名称由来とされている。その後、80年代末～90年代以降、ハウスの中心地はアメリカからイギリスを中心とするヨーロッパに移ったが、イギリスでは同性愛者のムーブメント色は薄れ、ミックス技術を追究することが試みられた。21世紀には音楽のアレンジ（編曲）上の一手法として、世界のクラブに普及している。性差別をテーマとする一部のハウスは、1980年代後半から90年代にかけて、差別や貧困をテーマとする一部のヒップホップ (hip hop) とともに、DJ（ディスクジョッキ―）プレイで好まれる音楽ジャンルとして定着した。

## 歴史
ニューヨークの「パラダイス・ガレージ」のDJであったラリー・レヴァンの友人で、自らも有能なDJであったフランキー・ナックルズは、1977年にシカゴに新たにオープンした「ウェアハウス」の主力DJとしてニューヨークから招かれ、彼のDJは独特のミックス手法であって、特にゲイたちから高い人気を博したため、地元のレコード店が「ハウス・ミュージック（ウェアハウス・ミュージック）」と称して販売したのがハウスという名称の始まりと言われている。この成功の後、フランキーはウェアハウス経営者との衝突からウェアハウスを去り、シカゴ内の別の場所で「パワープラント」というクラブを始める。
ウェアハウスのオーナーは「ウェアハウス」を「ミュージック・ボックス」と改名し、新たにカリフォルニアからロン・ハーディーを後任DJとして招聘する。ナックルズとハーディーの間の競争により、シカゴはダンス音楽界の中で、「ハウス」の普及とともにその地位を確立する。彼ら2人のプレイスタイルは、ラリーと彼のプレイしたいわゆる「ガラージュ」と呼ばれるスタイルの強い影響下にありながらも、ドラムマシンの使用によりアグレッシブな選曲の傾向を持ち、のちに一般的印象としての「ハウス」と呼ばれるスタイルの原型を築いた。
その後、ハウスの人気はイギリスへも波及し、1987年にM/A/R/R/Sがリリースした「パンプ・アップ・ザ・ヴォリューム (Pump up the Volume)」はヨーロッパで火がつき、全米チャートでもヒットとなった。また、1988年にイギリスを中心に発生したムーブメント「セカンド・サマー・オブ・ラブ」やレイブも流行した。こうした運動を契機として、世界でハウス、シカゴ・ハウス、アシッド・ハウスが流行した。1990年代に入ってからはC&Cミュージック・ファクトリー、ブラック・ボックス、スナップ、テクノトロニックらがヒットを放った。また、ハウスはさらにスタイル、ジャンルの細分化が進み、マドンナなどの有名歌手がハウスのリズムである4つ打ちを使用するようになった。2000年代以降は、プログレ・ハウス、ニュー・ディスコ、エレクトロ・クラッシュ、エレクトロ・ハウスなどの、新しいジャンルが登場した。
2023年現在、イギリスを中心に、スペイン（イビサ島など）、フランス、イタリアなどヨーロッパ諸国が現在のハウスシーンの中心であるが、シカゴ、ボルチモア、ニューヨークなどのアメリカの諸都市、オーストラリアを中心にしたオセアニア、日本を中心としたアジアなどにも根強いシーンが存在している。また、イギリスのGlitterboxレーベルのアーティストたちを中心に、源流であるディスコへと回帰、ハウスとディスコが再融合した新たなシーンもあり、イギリス諸都市、イビサ島、クロアチアなどで、盛んにパーティーが開催されている。

## 日本のハウス・ミュージック
1980年代後半に渡米し、デヴィッド・モラレス、フランキー・ナックルズと共にDef Mix Productionsの一員として活動を行った富家哲 (SATOSHI TOMIIE)、1990年にディー・ライトの一員としてアメリカで『グルーヴ・イズ・イン・ザ・ハート』などのヒットを記録したテイ・トウワらは、シーンに影響を与えた。
日本では1980年代後半頃より、アメリカでのハウス・ブームに呼応する形で、ハウスDJが登場するようになった。先駆的な活動を行ったDJとして、1980年に単身ニューヨークに渡り、ハウスを日本に伝導した高橋透がいる。高橋透は1989年に芝浦のクラブ、GOLDの立ち上げに伴って帰国、同店のサウンドディレクター及び毎週土曜日のメインDJを務めた。GOLDの毎週金曜日には当時、若手であった木村コウ (KO KIMURA) もプレイしていた。ニューヨークへ渡り、フランキー・ナックルズらと交流を深めて、巨大ディスコ「The Saint」のDJとして起用された中村直 (NAO NAKAMURA) は、その後、約10年間、ニューヨーククラブシーンの最前線に立ったが、彼もまた「芝浦GOLD」の立ち上げに合わせて帰国した。また、1985年より活動を開始し、1989年に「コニーズ・パーティ」のレジデントDJ、その後、芝浦GOLD土曜のレジデントを務めたEMMAも先駆者の一人である。
レベッカのボーカル、NOKKOは90年代初期のソロ活動においてハウスを当時のメインストリーム歌手の中でいち早く取り入れ、テイ・トウワによるプロデュース『I Will Catch U』を発表するなどしていた。芝浦GOLDの後を追ってオープンした「西麻布YELLOW」など、ハウスを中心とするクラブがオープンし、音楽雑誌やAERAなどでも記事になるなど、ハウスに対する注目度が高まった。そして前述のラリーやフランキー・ナックルズ、ティミー・レジスフォード、デヴィッド・モラレス、ルイ・ヴェガなど、海外の著名DJも頻繁に来日するようになった。ニューヨーククラブシーンで異例のヒットとなった「Say That You Love Me」（2001年）のakや、Studio Apartment、Jazztronik、大沢伸一、田中知之 (Fantastic Plastic Machine) のように、日本人ハウスアーティストも現れるようになった。
日本のハウスシーンは、テック・ハウスをメインにプレイするDJが多く、テクノや新世代のベースミュージックと親和性が高まっているが、90年代までのハウスシーンのイメージからは遠ざかり、シーンの方向性や客層、そして雰囲気自体が大きく変わってしまったとも言える。日本のハウスは90年代の全盛期ほどの人気はないが、今も昔からの根強いファンやDJ、または新世代の若手オーガナイザーたちにより、小規模ながらも様々なクラブイベント、パーティーが催されている。

## 著名なハウス・ミュージシャン

### 1980年代から1990年代
- C&Cミュージック・ファクトリー（英語版）[14]
- カーネル・エイブラムス（英語版）
- インナー・シティ
- テン・シティ（英語版）
- ブラック・ボックス（英語版）
- ムーディーマン[18]
- ロリータ・ハラウェイ
- ポール・シンプソン (ミュージシャン)（英語版）
- ブレイズ
- シー・シー・ペニストン（英語版）
- スナップ!（英語版）
- スティーヴ・シルク・ハーレー（英語版）（a.k.a. JMシルク）
- デヴィッド・モラレス（英語版）
- フランソワ・ケボーキアン（英語版）
- ジェイミー・プリンシパル（英語版）
- フランキー・ナックルズ
- ベースメント・ジャックス
- マーズ
- リトル・ルイ・ヴェガ（英語版）
- マーシャル・ジェファーソン（英語版）
- マス・オーダー（ザ・ベースメント・ボーイズ（英語版））
- マスターズ・アット・ワーク（英語版）
- セオ・パリッシュ（英語版）

### 2000年代以降
- アヴィーチー（ティム・バークリング）
- アラン・ウォーカー
- カイゴ
- カスケイド
- ジェイ・ハードウェイ
- ステファン・ポンポニャック
- デヴィッド・ゲッタ
- ハードウェル
- マーティン・ギャリックス
- マシュー・ハーバート
- モービー
- ラスマス・フェイバー

## ハウスのサブ・ジャンル
- ソウルフル・ハウス（英語版）
- アシッド・ハウス
- アフロ・ハウス
- ラテン・ハウス（英語版）
- ユーロ・ハウス（英語版）
- アンビエント・ハウス
- イタロ・ハウス
- エレクトロ・ハウス
- ガラージュ
- シカゴ・ハウス
- ディープ・ハウス
- テック・ハウス
- トライバル・ハウス（英語版）
- トロピカル・ハウス
- ハード・ハウス
- ハードベース
- ファンキー・ハウス
- フィルターハウス
- フューチャー・ハウス（英語版）
- フレンチ・ハウス
- プログレッシブ・ハウス
- マーダー・ハウス
- ベース・ハウス（英語版）

## 参考図書
・『ハウス・ミュージック──その真実の物語 』ジェシー サンダース (著), 西村 公輝 (その他), 東海林 修 (翻訳), 市川 恵子 (翻訳)（ele-king books、2019年)
・『そして、みんなクレイジーになっていく 増補改訂版』ビル・ブルースター+フランク・ブロートン著（DU BOOKS、2024年）
・『シカゴ・ハウス大全　－HOUSE MUSICからJUKE/FOOTWORKまで』監修　西村公輝・編集　猪股恭哉（DU BOOKS、2025年）